# Oxydia hoguei
Oxydia hoguei là một loài bướm đêm trong họ Geometridae.